# Nekrolog 1373
Nekrolog
◄◄
| ◄
| 1369
| 1370
| 1371
| 1372
| 1373 | 1374 | 1375 | 1376 | 1377 | ► | ►►
Weitere Ereignisse | Allgemeiner Nekrolog 1373
Die Beschreibung der verstorbenen Person sollte so kurz wie möglich gehalten sein und nur deren signifikante Tätigkeit(en) enthalten.
Neue Namen ggf. auch unter dem Geburts- und Sterbedatum, also etwa unter 1. Januar und im Geburts- und Sterbejahr (2024) eintragen (nur bei entsprechender großer Wichtigkeit). Für Beispiele siehe die schon vorhandenen Artikel.
Außerdem über die fünf zuletzt Verstorbenen, zu denen es einen ausreichend guten Artikel für eine Präsentation auf der Hauptseite gibt, nach der todesbedingten Überarbeitung der Artikel ggf. auch unter Wikipedia Diskussion:Hauptseite informieren und sie am besten auch in den anderen Wikipedia-Sprachversionen eintragen. Tipp: Regelmäßig bei news.google.de nach „ist tot“, „gestorben“ oder „verstorben“ suchen.
Wenn eine Person gestorben ist, gibt es viele Seiten zu dieser Person in der Wikipedia, die davon auch betroffen sind und entsprechend aktualisiert werden müssen. Beispiele: Namenübersichtsseite, Geburtsjahr, Geburtsort-Seiten und viele mehr.
Wie finde ich die betroffenen Seiten?
Im Suchfeld auf der linken Seite gibt man den Suchbegriff so ein: „Vorname Nachname“. Dann klickt man auf Volltext und alle Seiten mit entsprechendem Suchtext werden aufgerufen. Hier sieht man dann schnell, wo auch das Todesjahr Sinn macht oder sogar ein Teil des Artikels angepasst werden muss. Auch hilft das „Werkzeug“ auf der linken Seite sehr gut, um solche Seiten aufzufinden: „Links auf diese Seite“. Somit ist die Wikipedia wieder aktuell in allen Bereichen! Hinweis: bei Eintragung der Kategorie „Gestorben JAHR“ wird der Missbrauchsfilter 49 ausgelöst, was jedoch nicht schlimm ist. Siehe: Spezial:Missbrauchsfilter/49
Dies ist eine Liste von im Jahr 1373 verstorbenen bekannten Persönlichkeiten. Die Einträge erfolgen innerhalb der einzelnen Daten alphabetisch sortiert. Tiere sind im Nekrolog für Tiere zu finden.

## Januar
| Tag        | Name                                   | Beruf, bekannt als                                    | Alter | Beleg |
| ---------- | -------------------------------------- | ----------------------------------------------------- | ----- | ----- |
| 16. Januar | Humphrey de Bohun, 7. Earl of Hereford | englischer Magnat und Lord High Constable von England | 30    |       |

## März
| Tag     | Name                     | Beruf, bekannt als                 | Alter | Beleg |
| ------- | ------------------------ | ---------------------------------- | ----- | ----- |
| 6. März | Ulrich I. von Schaunberg | Landeshauptmann von Oberösterreich |       |       |

## April
| Tag      | Name                       | Beruf, bekannt als                          | Alter | Beleg |
| -------- | -------------------------- | ------------------------------------------- | ----- | ----- |
| 1. April | Johann Schadland           | Inquisitor für Deutschland und Bischof      |       |       |
| 2. April | Johann Lüneburg            | Ratsherr der Hansestadt Lübeck              |       |       |
| 4. April | Johann von Luxemburg-Ligny | Bischof von Straßburg, Erzbischof von Mainz |       |       |

## Mai
| Tag     | Name    | Beruf, bekannt als                    | Alter | Beleg |
| ------- | ------- | ------------------------------------- | ----- | ----- |
| 16. Mai | Jean I. | Graf von Armagnac, Fézensac und Rodez |       |       |

## Juni
| Tag      | Name                | Beruf, bekannt als | Alter | Beleg |
| -------- | ------------------- | ------------------ | ----- | ----- |
| 20. Juni | Raymond de Canillac | Kardinal           |       |       |

## Juli
| Tag      | Name                  | Beruf, bekannt als                                         | Alter | Beleg |
| -------- | --------------------- | ---------------------------------------------------------- | ----- | ----- |
| 23. Juli | Birgitta von Schweden | Gründerin des Erlöserordens                                |       |       |
| 25. Juli | Magnus II.            | Fürst von Lüneburg und Fürst von Braunschweig-Wolfenbüttel |       |       |

## September
| Tag           | Name                           | Beruf, bekannt als                                  | Alter | Beleg |
| ------------- | ------------------------------ | --------------------------------------------------- | ----- | ----- |
| 19. September | Elisabeth von Luxemburg-Böhmen | Tochter Kaiser Karl IV. und Herzogin von Österreich | 15    |       |
| 23. September | Diedrich Morneweg              | Ratsherr der Hansestadt Lübeck                      |       |       |
| 28. September | Guillaume Sudre                | französischer Bischof und Kardinal                  |       |       |

## November
| Tag          | Name            | Beruf, bekannt als                                                      | Alter | Beleg |
| ------------ | --------------- | ----------------------------------------------------------------------- | ----- | ----- |
| 7. November  | Jean de Dormans | französischer Geistlicher, Bischof, Kardinal und Kanzler von Frankreich |       |       |
| 25. November | Guy de Boulogne | Erzbischof von Lyon und Kardinal                                        |       |       |

## Datum unbekannt
| Tag | Name                   | Beruf, bekannt als | Alter | Beleg |
| --- | ---------------------- | --- | ----- | ----- |
|     | Boček I. von Podiebrad | böhmischer Adliger, Mundschenk am Hof des böhmischen Königs Karl IV., Begründer des Kunstädter Familienzweigs Podiebrad |       |       |
|     | Iwan Stefan            | Zar der Bulgaren |       |       |
|     | Ibn Kathīr             | arabischer Historiker                                                                                                   |       |       |
|     | Walter Kerlinger       | Mönch des Dominikanerordens                                                                                             |       |       |
|     | Konstantin VI.         | König von Kleinarmenien                                                                                                 |       |       |
|     | Philipp VI.            | hessischer Adliger |       |       |